# Спаситель души 2
«Спаситель души 2» (англ. Saviour of the Soul II, иер. трад. 九二神鵰之痴心情長劍, упр. 九二神鵰之痴心情长剑, кант.-рус.: Кау и сань тиу чи: Чхи сам чхин чхён кит, в тайваньском кинопрокате — кит. трад. 新神雕俠侶II, упр. 新神雕侠侣II) — гонконгский фэнтезийная мелодраматическая комедия 1992 года, снятая режиссёрами Кори Юнем и Дэвидом Лаем по сценарию Ким Ип и Чань Киньчун. Главные роли исполнили Энди Лау и Розамунд Кван. Съёмки проходили на территории Гонконга и Канады.

## Сюжет
Чхин Янь — фехтовальщик, которому на протяжении двадцати восьми лет каждую ночь снится прекрасная девушка, и он клянётся отыскать девушку мечты. Он вместе со своим крёстным отцом, Доктором, и крестником Тимом узнают о награде в размере 10 млн HK$, назначенную Дьявольским Королём за местонахождение айсберга Ледяной Девы, чтобы заполучить её ци, дарующую бессмертие. Многие люди отправились на гору в поисках легендарной Ледяной Девы, но никто из них не вернулся. Трое отправляются в путешествие к Снежной Горе и останавливаются в отеле «Последняя остановка в жизни», расположенном у подножья. Хозяйка заведения Руби влюбляется в Чхин Яня, так как он похож на её возлюбленного из снов. В отеле  Янь и Тим одерживают победу в играх в снукер и Slapjack против Руби и её сотрудников, используя различные изобретения Доктора, прежде чем отправиться на гору на поиски Ледяной Девы.
По пути на гору трио попадает в ледяную пещеру, где Янь проваливается в трещину, но ему удаётся отыскать выход и найти легендарный айсберг, а вскоре видит свою девушки мечты в реальности. Спуская айсберг с горы, Янь теряет сознание из-за усталости, и его девушка из сна, которая оказывается Ледяной Девой, спасает его, войдя в сон, где она оказывается в опасности, заставляя его встать. На следующее утро Доктор и Тим воссоединяются с Янем, после чего покидают гору с глыбой льда. По дороге они попадают в засаду различных искателей награды, но Яню и Тиму удаётся отбиться от них, пока Доктор прячет айсберг. Вернувшись в отель, Руби безуспешно пытается соблазнить фехтовальщика и, расстроенная, она звонит Дьявольскому Королю и раскрывает местонахождение айсберга.
Король прибывает в отель, где впоследствии Янь отбивается от его приспешников, но затем гость засасывает фехтовальщика в свой желудок, но останавливается после того, как айсберг, который Янь ранее высек в скульптуру Ледяной Девы, оживает. Янь смертельно ранен, и Доктор винит себя за то, что хотел получить награду, но фехтовальщик утверждает, что не жалеет, так как он наконец увидел девушку своей мечты и умирает, сделав фотографию с Тимом. Ледяная Дева, которая становится свидетельницей смерти Яня, оживляет его, передавая ему свою ци, что дарует ему бессмертие, но ставит на кон её жизнь. Доктор и Тим, которому Ледяная Дева рассказала о своей судьбе, прячут её от воскресшего Яня, когда он просыпается, пока он не отказывается принимать пищу. Когда он видит Ледяную Деву, она за одну ночь стареет на двести лет, но любовь к ней всё ещё остаётся, благодаря чему Янь решает на ней жениться.
В ночь их свадьбы Дьявольский Король похищает Ледяную Деву, из-за чего жених вынужден совершить набег на его дворец. Янь побеждает приспешников хозяина дворца. Во время схватки Доктор и Тим сдерживают Дьявольского Короля, пока Янь оживляет Деву тем же способом, которым она привела его к жизни, и она восстанавливает свою молодость. Затем Король пытается забрать ци Девы, пока Янь наконец не убивает его, пронзив своим мечом. После этого фехтовальщик снова получает тяжёлую травму, но Ледяная Дева переносит его на Южный полюс, где холод может продлить его жизнь, и там они счастливо живут вместе.

## В ролях
| Актёр         | Персонаж           |
| ------------- | ------------------ |
| Энди Лау      | Чхин Янь           |
| Розамунд Кван | девушка мечты      |
| Ричард Ын     | Дьявольский Король |
| Кори Юнь      | Доктор             |
| Ширли Куань   | Руби               |
| Лай Чилам     | Тим Чхин           |

## Кассовые сборы
Фильм собрал 9 372 114 гонконгских доллара в прокате Гонконга за 14 дней показов в период с 3 по 16 сентября 1992 года. На Тайване, по завершении показов на 286 экранах островной территории, длившихся с 13 августа по 4 сентября 1992 года, общая сумма кассовых сборов составила 26 730 200 тайваньских долларов от аудитории в 159 999 зрителей.

## Отзывы
Кинокритик Борис Хохлов (сайт Hong Kong Cinema) признаётся, что от продолжения «Спасителя души» он ожидал увидеть что-то более крепкое и солидное, но тем не менее считает, что фильм можно смотреть в качестве простенького развлечения. Джон Чарльз в своей книге, посвящённой отзывам на гонконгские кинофильмы, The Hong Kong Filmography, 1977-1997: A Reference Guide to 1,100 Films Produced by British Hong Kong Studios, более прохладно оценивает ленту, заявляя, что фильм лишь усиливает недостатки своего предшественника, и в целом называя «Спасителя души 2» разочаровывающим продолжением.